# Bakkies Botha
John Philip Botha, detto Bakkies (Newcastle, 22 settembre 1979), è un ex rugbista a 15 sudafricano, in carriera attivo nel ruolo di seconda linea; campione del mondo 2007 con gli Springbok, è incorso sovente in squalifiche per i suoi placcaggi al limite del regolamento a causa del suo comportamento energico.

## Biografia
Nei Blue Bulls di Pretoria dal 1999, si impose subito come una seconda linea di impatto, e nel 2002 esordì nella franchise di Super Rugby dei Bulls e, successivamente, negli Springbok nei test di fine anno, a Marsiglia contro la Francia.
Con il club si è aggiudicato cinque edizioni di Currie Cup, tre delle quali consecutive dal 2002 al 2004, mentre con la franchise ha vinto tre edizioni del Super Rugby, nel 2007 e a seguire due consecutive nel 2009 e 2010.
In Sudafrica prese parte alla Coppa del Mondo di rugby 2003 e si aggiudicò il Tri Nations 2004; fece poi parte della selezione vittoriosa alla Coppa del Mondo di rugby 2007 in Francia.
Per la sua tecnica di gioco talora rude è incappato in diverse squalifiche: fece discutere, durante un match contro i British Lions nel loro tour del 2009, una ripulitura della ruck nei confronti del pilone gallese Adam Jones, che dovette uscire dal campo con una spalla slogata; Botha fu squalificato dall'IRB per due settimane e non poté prendere parte al terzo incontro della serie contro i Lions, cosa che indusse i suoi compagni di squadra a scendere in campo con una fascia bianca al braccio in segno di protesta per la presunta ingiustizia subìta.
Tra il 2009 e il 2010 ha ricevuto anche squalifiche sia in Super Rugby per aver placcato in maniera pericolosa Gio Aplon degli Stormers che in Nazionale per uno scontro irregolare contro il mediano neozelandese Jimmy Cowan durante il Tri Nations 2010; più recentemente, a marzo 2011, è stato deferito al collegio giudicante del Super Rugby per un altro placcaggio pericoloso, contro il mediano di mischia degli Stormers Dewaldt Duvenage; l'ennesimo episodio ha aperto una discussione sulla rudezza del gioco degli avanti dei Bulls, su cui lo stesso capitano della squadra Victor Matfield ha ammesso occorra riflettere.
A marzo 2011 Botha firmò un contratto che lo lega ai francesi del Tolone per tre stagioni a partire dal 2011-12.
Botha vanta anche un invito nei Barbarians, nel 2008 in occasione della partita di fine tour dell'Australia in Europa.

## Palmarès
- Coppe del mondo: 1
Sudafrica: 2007
- Super Rugby: 3
Bulls: 2007, 2009, 2010
- Currie Cup: 5
Blue Bulls: 2002, 2003, 2004, 2006, 2009
- Heineken Cup: 3
Tolone: 2012-13, 2013-14 2014-15
- Campionati francesi: 1
Tolone: 2013-14